# Lutatius-Vertrag
Der Lutatius-Vertrag stellt das Ende des Ersten Punischen Krieges dar. Nachdem der Krieg zwischen dem römischen und dem karthagischen Reich bereits 24 Jahre dauerte, erlitt die karthagische Flotte im Frühjahr 241 v. Chr. bei den Ägatischen Inseln eine besonders schwere Niederlage. Die Mehrheit des karthagischen Rates war daraufhin daran interessiert, möglichst umgehend Frieden mit Rom zu schließen. Hierfür war man auch bereit, die sizilische Position aufzugeben. Der Befehlshaber der Truppen am Eryx, Hamilkar Barkas, wurde beauftragt, einen Friedensvertrag auszuhandeln. Auf römischer Seite verhandelte der noch amtierende Konsul des Vorjahres, Gaius Lutatius Catulus.
Der Präliminarvertrag wurde allerdings von der römischen Volksversammlung abgelehnt und eine Gesandtschaft aus zehn Vertretern, den Decemviri, unter der Leitung von Quintus Lutatius Cerco, dem Bruder von Gaius Lutatius Catulus, zu den Karthagern gesandt, welche den eigentlichen Lutatius-Vertrag aushandelten.
Der Präliminarvertrag beinhaltete folgende Bedingungen:
1. Räumung Siziliens
2. Verzicht auf ein militärisches Vorgehen gegen Syrakus
3. unentgeltliche Freilassung der karthagischen und römischen Kriegsgefangenen
4. Reparationszahlungen von 2200 euböischen Talenten (über 55 t) Silber binnen zwanzig Jahren

Der rechtskräftige Lutatius-Vertrag beinhaltete folgende Bedingungen:
1. Räumung Siziliens und aller Inseln zwischen Italien und Sizilien
2. Verzicht auf Einflussnahme aller Bündnispartner im Machtbereich des Vertragspartners
3. unentgeltliche Freilassung der karthagischen und römischen Kriegsgefangenen
4. Reparationszahlungen von 2200 euböischen Talenten binnen zehn Jahren, sowie 1000 euböischen Talenten sofort

In der Forschung wird darüber diskutiert, ob der Präliminarvertrag tatsächlich eine Ratifizierungsklausel beinhaltete. Im Allgemeinen wird jedoch davon ausgegangen, dass die Nichtratifizierung durch die römische Volksversammlung rechtmäßig war.